# Concorso pianistico internazionale Mauro Paolo Monopoli
Il Concorso Pianistico Internazionale "Mauro Paolo Monopoli" si svolge con cadenza annuale a Barletta, in Puglia nella straordinaria cornice del Teatro Comunale Curci.
Istituito nel 1997, dal 2025 è membro della World Federation of International Music Competitions.

## Vincitori
| Anno | 1º premio                    | 2º premio                                 | 3º premio                            |
| ---- | ---------------------------- | ----------------------------------------- | ------------------------------------ |
| 1997 | non assegnato                | Alessandro Cesaro Roberto Corlianò        | –                                    |
| 1999 | Oliver Kern                  | Fedele Antonicelli                        | –                                    |
| 2000 | non assegnato                | –                                         | Adi Bar Laura Mac Donald Aldo Ragone |
| 2001 | Roberto Corlianò Chen Tzu‑Yi | Wilhelm Ricchiuti                         | Annika Palm‑Doumenge Day Shiue‑Lin   |
| 2002 | Kimberly Chen                | Chi‑Long Hu                               | Albert Mamriev                       |
| 2003 | non assegnato                | Hwang Sung Hoon Lin Chuan‑Yi Lio Kuok Man | –                                    |
| 2004 | Anna Vinnitskaja             | Liao Pei-Chun                             | Arai Yukari                          |
| 2005 | non assegnato                | Yusuke Kikuchi Vadim Ageev                | Boris Feiner                         |
| 2006 | Stanislav Khristenko         | Mariya Kim                                | Kaori Takaishi                       |
| 2007 | Vadim Ageev                  | Domenico Monaco                           | Eri Kobayashi                        |
| 2008 | non assegnato                | Chen Shi‑Wei Alexander Yakovlev           | Katerina Titova                      |
| 2009 | Yumi Sato                    | Georgy Gromov                             | Yoshito Numasawa Satoshi Kawauchi    |
| 2010 | Scipione Sangiovanni         | Ekaterina Richter                         | Vitantonio Caroli                    |
| 2011 | Galina Chistiakova           | Rie Kawagishi                             | Stefano Giuseppe Guarascio           |
| 2012 | non assegnato                | Alexander Panfilov Anna Zaychenko         | Won Jaeyeon                          |
| 2013 | Kim Ye Seul                  | Sofya Tsygankova                          | –                                    |
| 2014 | Woojin Kim                   | Yoshiki Nishi Michael Davidov             | –                                    |
| 2015 | non assegnato                | Tetiana Shafran Hirayama Asami            | Jean-Luc Therrien Maya Ando          |
| 2016 | Evgeny Starodubtsev          | Mai Koshio                                | –                                    |
| 2017 | Bartosz Sklodowsky           | Anna Genushiene                           | Ayane Shoda                          |
| 2018 | non assegnato                | Junichi Ito Youngseob Jeon                | –                                    |
| 2019 | Polina Sasko                 | Daria Kiseleva                            | Kimoto Shuta                         |
| 2020 | non assegnato                | Maria Narodytska Danylo Sayenko           | Evgeny Evgrafov Vitaly Starikov      |
| 2021 | Kwon Kisuk                   | Mikołaj Sikala Alessio Ciprietti          | –                                    |
| 2022 | Dominic Doutney              | Giulio De Padova A Jin Sohn               | –                                    |
| 2023 | Ho Khanh Van                 | Artem Kuznetsov                           | Igawa Hana                           |
| 2024 | Caitlan Rinaldy              | Mu Wanqiao                                | Calvin Abdiel                        |
| 2025 | Zhang Zhiqiao                | Lev Davydov                               | Pu Yiyang                            |